# Manfred Wilde

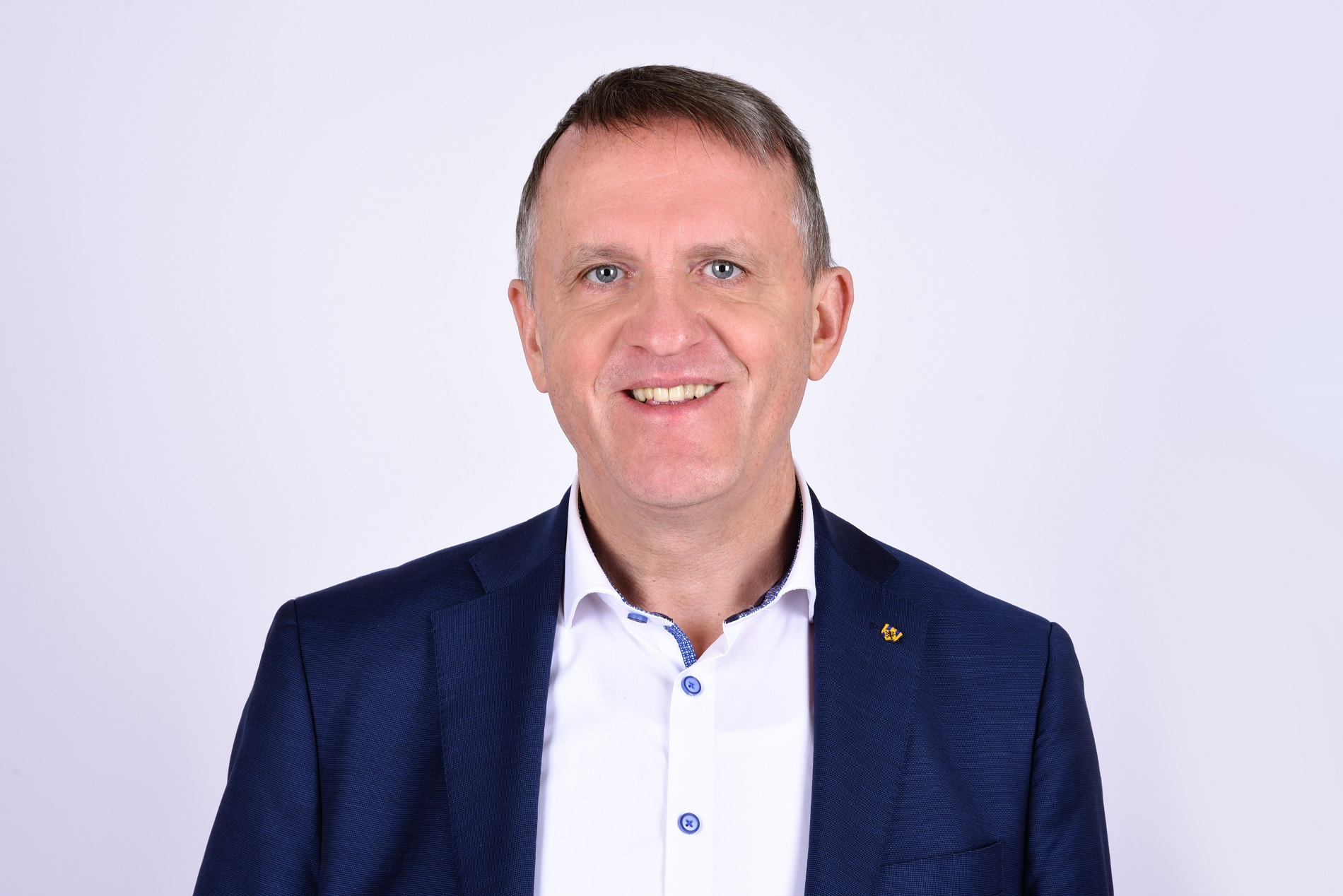
Manfred Wilde (2022)

Manfred Wilde (* 6. Juli 1962 in Wolfen) ist ein deutscher Historiker und Kommunalpolitiker. Seit dem 1. August 2008 ist er in der dritten Wahlperiode Oberbürgermeister der Großen Kreisstadt Delitzsch.

## Leben und Wirken
Nach einer handwerklichen Berufsausbildung zum Elektromonteur im Zeitraum von 1979 bis 1981 diente Wilde von 1981 bis 1984 im Rahmen seines Wehrdienstes bei der Marine. Danach war er fünf Jahre in der Filmfabrik Wolfen tätig, bevor er 1989 als wissenschaftlicher Mitarbeiter zur Stadtverwaltung Delitzsch wechselte, wo er bis 1993 fungierte. Parallel dazu studierte er ab 1990 Museumswissenschaften und Geschichte an der HTWK Leipzig, mit dem Abschluss als Diplom-Museologe im Jahr 1995. Seine maßgeblichen wissenschaftlichen Lehrer waren dort Frank-Dietrich Jacob, Arnold Vogt und Katharina Flügel. Bis 1997 war Wilde im Bauplanungsamt und von 1997 bis 1998 als Kulturkoordinator der Stadt Delitzsch tätig. Von 1998 bis 2008 war er Leiter des Museums Barockschloss Delitzsch.

### Politisches Wirken
Im Herbst 1989 war Wilde Mitglied der Bürgerbewegung in Wolfen. Gemeinsam mit dem evangelischen Stadtpfarrer, Axel Noack, initiierte er dort die Gründung von Ortsverbänden demokratischer Parteien und gründete den Runden Tisch. Am 6. Juni 2008 bewarb sich Wilde erstmals, neben fünf weiteren Kandidaten um das Oberbürgermeisteramt der Stadt Delitzsch. Im zweiten Wahlgang am 22. Juni 2008 wurde er mit 60,2 Prozent der gültigen Stimmen zum Stadtoberhaupt gewählt. Bei der Oberbürgermeisterwahl am 7. Juni 2015 kandidierte Wilde erneut und wurde bereits im ersten Wahlgang mit 66,0 Prozent in seinem Amt bestätigt. Am 12. Juni 2022 wurde Manfred Wilde im zweiten Wahlgang mit 54,46 Prozent erneut und damit zum dritten Mal in Folge zum Oberbürgermeister von Delitzsch gewählt. Seit 2024 ist er auch Mitglied des Kreistages des Landkreises Nordsachsen und dort Mitglied im Finanzausschuss.

### Gremienmitwirkung
Wilde ist Mitglied im Hauptausschuss des Deutschen Städtetages, seit 2024 Vorsitzender des Aufsichtsrates der Stadtwerke Delitzsch GmbH und seit 2008 Mitglied des Aufsichtsrates der Wohnungsgesellschaft der Stadt Delitzsch GmbH. Er ist Vorsitzender des Zweckverbandes Delitzsch-Rackwitzer Wasserversorgung und Verbandsvorsitzender des Abwasserzweckverbandes Delitzsch. Das Präsidium des Sächsischen Städte- und Gemeindetages hat Manfred Wilde am 25. Oktober 2016 als Mitglied für den Arbeitskreis Garnisonen des Deutschen Städte- und Gemeindebundes benannt.

### Immaterielles Kulturerbe der UNESCO

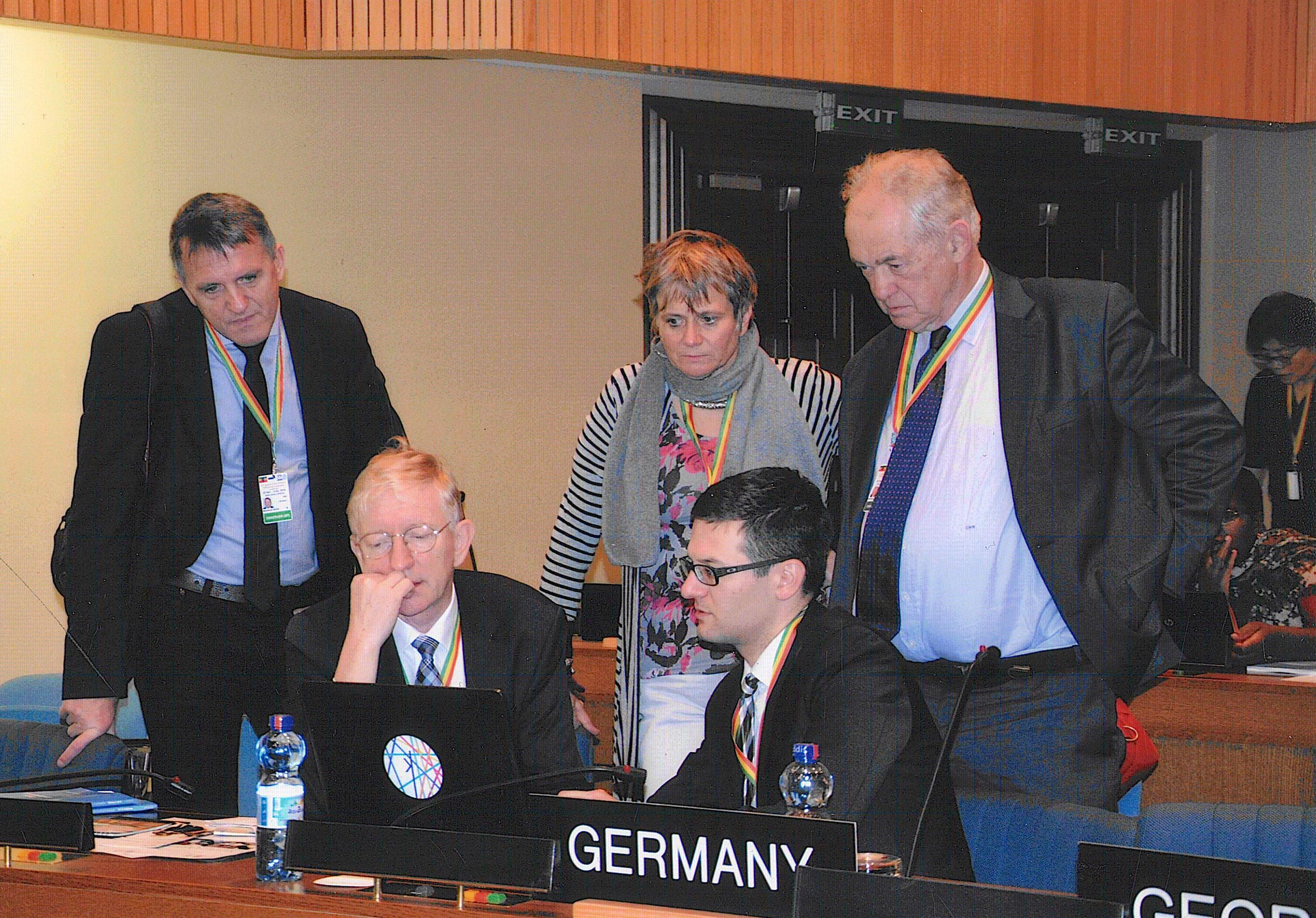
Beratungssituation

In der äthiopischen Hauptstadt Addis Abeba gelang es 2016 der Bundesrepublik Deutschland mit dem ersten eigenen Projekt im Rahmen des Immateriellen Kulturerbes der UNESCO die Anerkennung der „Genossenschaftsidee“ unter dem Titel „The idea and practice of organizing shared interests in cooperatives“ zu erreichen. Manfred Wilde gilt als Spiritus Rector und gemeinsam mit dem damaligen Flammersfelder Bürgermeister Josef Zolk als Hauptwegbegleiter des Verfahrens auf nationaler und internationaler Ebene. Das Außenministerium und die Deutsche UNESCO-Kommission verständigten sich auf die Entsendung einer Expertendelegation nach Äthiopien, die unter Leitung von Hans-Günter Löffler, Vortragender Legationsrat im Referat Multilaterale Kultur- und Medienpolitik des Auswärtigen Amtes und zuständig für alle Themenbereiche im Kontext der UNESCO, stand. Weiter gehörten dazu Stefan Krawielicki, Botschafter und Leiter der Ständigen Vertretung der Bundesrepublik Deutschland bei der UNESCO in Paris, Prof. Dr. Christoph Wulf, Vize-Präsident der deutschen UNESCO-Kommission, Christine M. Merkel, Head Division of Culture, Communication, Memory of the World, Benjamin Hanke, Referent/Programme Specialist, Geschäftsstelle Immaterielles Kulturerbe/Intangible Cultural Heritage, sowie als Fachexperten der Dr. Hermann-Schulze-Delitzsch- und Friedrich-Wilhelm Raiffeisen-Gesellschaft Manfred Wilde und Josef Zolk.

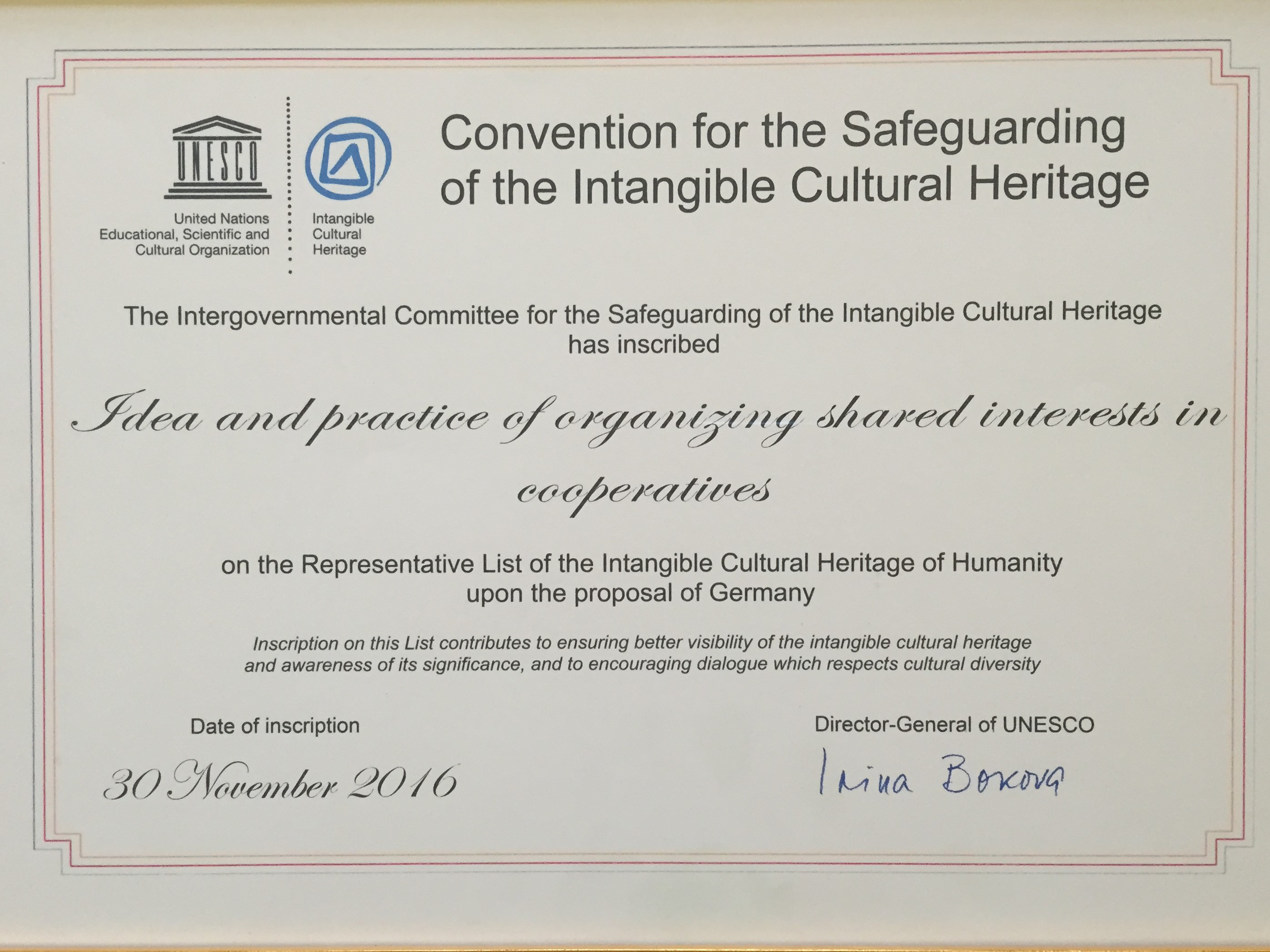
Urkunde

Mit der Anerkennung der Genossenschaftsidee als Immaterielles Kulturerbe gab es ein umfangreiches internationales Echo aus allen Bereichen des gesellschaftlichen Lebens. In Schwellen- und Entwicklungsländern gab es dadurch einen neuen Schub in der Hilfe zur Selbsthilfe für selbstbestimmte wirtschaftlich tragfähige Projekte. Besonders bemerkenswert waren beispielsweise Kaffee- und Kakao-Kooperativen sowie genossenschaftliche Einrichtungen zur Ausreichung von Mikrokrediten und zur Initiierung von Wohnungsbauprojekten. In Deutschland waren und sind es vor allem zahlreiche neu gegründete Schülergenossenschaften und Bürger-Energieprojekte, die sich durch ihr lokales Wirken auszeichnen.
Für sein Engagement auf dem Weg zur Anerkennung der Genossenschaftsidee als Immaterielles Kulturerbe der UNESCO wurde Manfred Wilde 2018 mit der Goldenen Ehrennadel des Deutschen Genossenschafts- und Raiffeisenverbandes ausgezeichnet.

## Wissenschaft

### Wissenschaftliches Wirken in der Geschichtswissenschaft
Nach seinem Studium an der HTWK Leipzig besuchte Wilde ab 1995 das Doktorandenseminar bei Reiner Groß am Lehrstuhl für die Regionalgeschichte Sachsens der Technischen Universität Chemnitz. In seiner Dissertation beschäftigte er sich mit Untersuchungen zur Entwicklungsgeschichte und Spezifik mitteldeutscher Grundherrschaften in Nordwestsachsen. Die Promotion zum Dr. phil. erhielt Wilde 1996. Die Dissertation wurde von Reiner Groß und Gerhard Dohrn-van Rossum betreut. In den folgenden Jahren erarbeitete er mehrere eigenständige Projekte für den  Atlas zur Geschichte und Landeskunde von Sachsen unter der Leitung von Karlheinz Blaschke.
Ab 1998 besuchte Wilde das Doktoranden- und Habilitandenseminar von Heiner Lück am Lehrstuhl für Bürgerliches Recht, Europäische, Deutsche und Sächsische Rechtsgeschichte an der Martin-Luther-Universität Halle-Wittenberg. Am 18. Dezember 2002 habilitierte er nach Begutachtung durch Reiner Groß und Heiner Lück mit einer Arbeit über die „Zauberei- und Hexenprozesse in Kursachsen – strukturelle und soziale Aspekte eines juristischen Phänomens in der spätmittelalterlichen und frühneuzeitlichen Strafrechtspraxis“. Im selben Jahr wurde ihm der akademische Grad Dr. phil. habil. von der TU Chemnitz verliehen. Am 15. Januar 2003 erhielt er von der Philosophischen Fakultät der TU Chemnitz die Lehrbefugnis (Venia legendi) und das Recht zur Führung der Bezeichnung Privatdozent. In der Folgezeit arbeitete Wilde nebenberuflich als Dozent für Sächsische Landesgeschichte an der TU Chemnitz und für Historische Hilfswissenschaften, mit dem Schwerpunkt Paläografie am Fachbereich Buch und Museum der Hochschule für Technik, Wirtschaft und Kultur Leipzig (FH). Die auf intensiver archivarischer Quellenforschung basierende Untersuchung der Zauberei- und Hexenprozesse in den historischen Territorien der Bundesländer Thüringen, Sachsen-Anhalt und Sachsen bildeten den Hauptinhalt seiner wissenschaftlichen Arbeit. Dazu gehören Studien zu den Fürstentümern Anhalts und im internationalen Kontext, wie beispielsweise für die Encyclopedia of Witchcraft The Western Tradition unter der Herausgeberschaft von Richard M. Golden.
Wilde ist seit dem 3. Dezember 2004 Mitglied in der Historischen Kommission der Sächsischen Akademie der Wissenschaften sowie seit 2022 Mitglied der Gottfried-Wilhelm-Leibniz-Gesellschaft mit Sitz in Hannover. In der Schriftenreihe der Leibniz-Gesellschaft studia leibnitiana ist er publizistisch tätig gewesen. Darin widmete er sich einem Korrespondenten von G. W. Leibniz.

### Wissenschaftliches Wirken zur Nachhaltigkeit und Energieeffizienz
Seit dem 23. Januar 2014 ist Wilde Mitglied im Oberbürgermeister Dialog „Nachhaltige Stadt“, einem Projekt des 2001 von der Bundesregierung berufenen Rates für Nachhaltige Entwicklung. Er betreibt das Vorantreiben der klimapolitischen Ziele innerhalb des „Leitbildes der Stadt Delitzsch 2015“, einer Durchführung des vom Bundesministerium für Bildung und Forschung (BMBF) getragenen Forschungsprojektes „Energieeffiziente Stadt“. Hinzu kommt die Evaluierung und Neuauditierung des Goldstatus der Stadt Delitzsch im European Energy Award. Der von Seiten der Stadt Delitzsch durch ihn geleiteten Projektgruppe innerhalb des bis 2016 laufenden BMBF-Projektes gehören als Projektpartner das von Thomas Bruckner geleitete Institut für Infrastruktur und Ressourcenmanagement (IIRM) der Wirtschaftswissenschaftlichen Fakultät der Universität Leipzig und das Forschungszentrum Jülich an. 2011 war Manfred Wilde Teilnehmer und Referent des ersten deutschen Online-Energiegipfel des Deutschen Städte- und Gemeindebundes (DStGB). Wilde hat zu diesen Themen auf mehreren internationalen Foren referiert, so 2012 in Växjö oder 2013 in Schowkwa und Lwiw. Manfred Wilde ist Autor mehrerer wissenschaftlicher Beiträge zu den Themen nachhaltiger Städtebau, Klimaschutz und nachhaltigem kommunalpolitischen Handeln.

## Bundeswehr

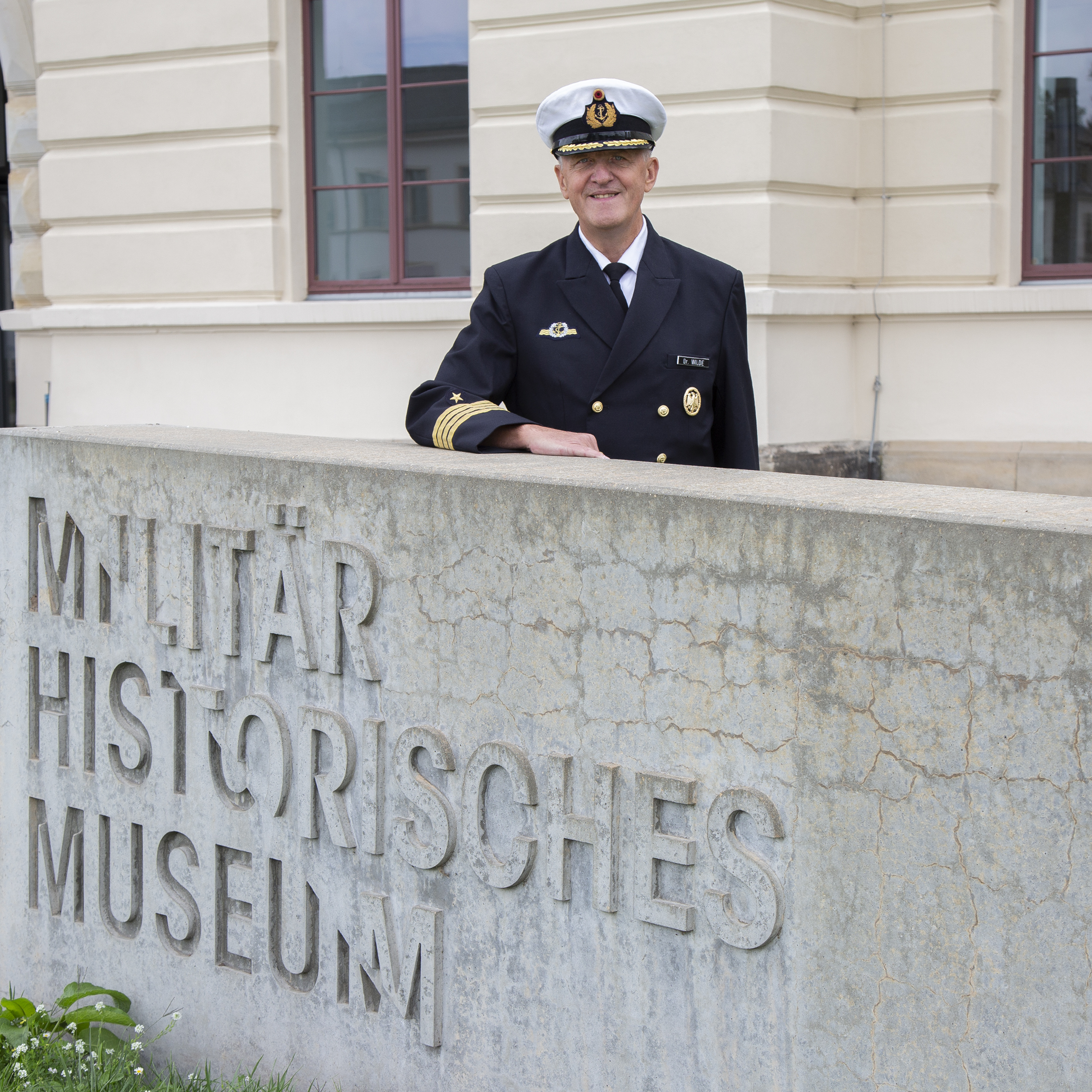
Manfred Wilde, Kapitän zu See d. R., vor dem MHM in Dresden

Wilde ist als Historikerstabsoffizier am Militärhistorischen Museum der Bundeswehr in Dresden beordert, einer Einrichtung des Zentrum für Militärgeschichte und Sozialwissenschaften der Bundeswehr in Potsdam. Als Reserveoffizier befindet er sich im Dienstgrad Kapitän zur See und seit 2022 auf dem Spiegeldienstposten als Direktor des MHM. Im Rahmen einer Wehrdienstleistung wirkte er 2020 als Bereichsleiter am Zentrum Innere Führung. Manfred Wilde ist Autor einer Arbeit über die Unteroffizierschule des Heeres der Bundeswehr in Delitzsch. Gemeinsam mit Joachim Hoppe ist er Herausgeber der Publikation „Die Unteroffizierschule des Heeres. Die militärische Meisterschule“. Seit 2017 ist er berufenes Mitglied der Clausewitz-Gesellschaft, einem unabhängigen, überparteilichen und gemeinnützigen Verein von aktiven und ehemaligen Offizieren im Generalstabs- und Admiralsdienst der Bundeswehr. Am 17. Dezember 2018 hat man Manfred Wilde erstmals in das Amt eines ehrenamtlichen Richters am Truppendienstgericht Süd der 6. Kammer in Erfurt der Bundeswehr berufen. Diese Berufung wurde mehrfach erneuert, zuletzt am 14. Dezember 2023 für das Geschäftsjahr 2024. Ab dem 1. Januar 2025 wirkt er für den Uniformträgerbereich Marine als ehrenamtlicher Richter in der 4. Kammer des Truppendienstgericht Süd in Koblenz.

## Ehrenämter
Er bekleidet zahlreiche Ehrenämter, so ist er Mitglied der Deutschen Gesellschaft für Schiffahrts- und Marinegeschichte e. V., des Museums- und Heimatvereins Delitzsch e. V., Archivpfleger des Kirchenkreises Torgau-Delitzsch in der Mitteldeutschen Landeskirche, erster Vorsitzender des Fördervereins Tiergarten Delitzsch e. V. sowie Vorsitzender der Deutschen Dr. Hermann-Schulze-Delitzsch-Gesellschaft. Zudem ist Wilde Kuratoriumsmitglied der Stiftung „St.Georg-Hospital“ in seiner Heimatstadt Delitzsch.

## Schriften

### Herausgeberschaften
- Die nachhaltige Stadt. Zukunftssicherndes kommunales Ressourcenmanagement. De Gruyter, Oldenbourg, München 2014, ISBN 978-3-11-035382-2, e-ISBN 978-3-11-035404-1.
- Gemeinsam mit Martina Schattkowsky: Sachsen und seine Sekundogenituren (Schriften zur Sächsischen Geschichte und Volkskunde, Band 33) Leipziger Universitätsverlag, Leipzig 2010, ISSN 1439-782X, ISBN 978-3-86583-432-4.
- Gemeinsam mit Hans Seehase: Unter neuer Herrschaft. Konsequenzen des Wiener Kongresses 1815 (Studien zur Deutschen Landeskirchengeschichte, Band 10) Leipziger Universitätsverlag, Leipzig 2016, ISBN 978-3-96023-007-6.

### Monografien
- Das Häuserbuch der Stadt Delitzsch. Teil I. Degener, Neustadt an der Aisch 1993–1994, ISBN 3-7686-4135-X (1. Die Altstadt; 2. Die Neustadt, Vorstädte und Mühlen).Besprechung (PDF-Datei; 77 kB).
- Das Häuserbuch der Stadt Delitzsch. Teil II. Degener, Neustadt an der Aisch 1994, ISBN 3-7686-4139-2 (1. Die Neustadt, Vorstädte und Mühlen).
- Wolfen in alten Ansichten. Europäische Bibliothek, Zaltbommel/Niederlande 1994, ISBN 90-288-5782-6 / CIP.
- mit Hans-Joachim Böttcher: Die Mühlen der Mühlenregion Nordsachsen Band I – II. Europäische Bibliothek, Zaltbommel (NL) 1996, ISBN 90-288-6341-9 und ISBN 90-288-6360-5.
- Die Ritter- und Freigüter in Nordsachsen. Starke, Limburg 1997, ISBN 3-7980-0687-3 Besprechung (PDF-Datei; 96 kB).
- Delitzsch. Die Reihe Archivbilder Sutton Verlag (D) und Wiltshire (GB) 1998, ISBN 3-89702-102-1.
- Das Häuserbuch der Stadt Wolfen, Kreis Bitterfeld 1550–1990. Degener, Neustadt an der Aisch 1999, ISBN 3-7686-4198-8.
- Alte Heilkunst. Sozialgeschichte der Medizinalbehandlung in Mitteldeutschland. Müller-Straten, München 1999, ISBN 3-932704-67-3 Besprechung (PDF-Datei; 70 kB).
- Dübener Heide. Die Reihe Archivbilder. Sutton/Wiltshire, Erfurt 1999, ISBN 3-89702-122-6.
- Die Verlorenen Orte des Kreises Delitzsch. Sax-Verlag, Beucha 1999, ISBN 3-930076-78-0 Besprechung (PDF-Datei; 68 kB).
- Schloß Delitzsch. Sax-Verlag, Beucha 2000, ISBN 3-930076-93-4.
- Die Zauberei- und Hexenprozesse in Kursachsen. Köln, Böhlau 2003, ISBN 3-412-10602-X Besprechung (PDF-Datei; 103 kB).
- Die Mühlen und Müller der Dübener Heide (zus. mit Hans-Joachim Böttcher). Neustadt an der Aisch 2003, ISBN 3-7686-4219-4 Besprechung (PDF-Datei; 80 kB).
- Bilder aus der DDR. Delitzsch.(zus. mit Detlef Seeger). Sutton Verlag, Erfurt 2006, ISBN 978-3-89702-981-1.
- Barockschloss Delitzsch. Edition Leipzig (zus. mit Nadine Kinne). Seemann Henschel GmbH & Co. KG, 2006, ISBN 978-3-361-00622-5.
- Zwischen Bauernhof und Flughafen. Zur Hof- und Häusergeschichte der Dörfer Ettelwitz, Flemsdorf, Gerbisdorf, Grebehna, Naundorf, Rabutz, Schladitz, Wiedersdorf und Zwochau. Beucha 2007, ISBN 978-3-86729-009-8.
- Episoden um Hermann Schulze-Delitzsch. Tauchaer Verlag, Taucha 2008, ISBN 978-3-89772-139-5.
- Mitten in Europa. Richlawo/Rychlawa (Quellen und Darstellungen zur Geschichte Westpreussens, Band 33), Münster 2010, ISBN 978-3-924238-41-4.

### Aufsätze

#### Nachhaltigkeit
- Stadtentwicklungspolitik und Energieeffizienz, in: Hermann-Josef Wagner, Mart Verhoog (Hrsg.): Wettbewerb Energieeffiziente Stadt, Bd. 6: Akteure und Netzwerke (Energie und Nachhaltigkeit, hg. von Hermann-Josef Wagner, Band 20). LIT Verlag, Berlin 2015, S. 35–44, ISBN 978-3-643-13119-5.
- Nachhaltige kommunalpolitische Handlungsstrategie, in: Manfred Wilde (Hrsg.): Die nachhaltige Stadt. Zukunftssicherndes kommunales Ressourcenmanagement. De Gruyter, Oldenbourg, München 2014, S. 15–32, ISBN 978-3-11-035382-2, e-ISBN 978-3-11-035404-1.
- mit Tillman Bruns: Delitzsch – Labor für nachhaltiges Handeln. In: Stadt und Gemeinde 3/2014. Publikation des Deutschen Städte- und Gemeindebund, S. 70–72 (www.stadt-und-gemeinde.de/magazin/inhalt/lasso?a=0314).
- Eine Wärmepumpe für ein Baudenkmal. Die Energiesparbibliothek in Delitzsch als Beispiel für ressourcenschonenden und nachhaltigen Städtebau. In: Petra Hauke, Karen Latimer, Klaus Ulrich Werner (Hrsg.): The Green Library. Die Grüne Bibliothek De Gruyter Saur, Berlin, Boston 2013, S. 365–371, ISBN 978-3-11-030927-0, e-ISBN 978-3-11-030972-0, ISSN 0344-6891.
- Kulturlauf durch Delitzsch. Mit dem Oberbürgermeister am Wallgraben entlang. In: Leipziger Volkszeitung (Hrsg.): Laufen, Wandern, Radfahren – 20 Touren in und um Leipzig. Leipziger Volkszeitung, Leipzig 2010, S. 40–43, ISBN 978-3-942360-00-5.

#### Geschichtswissenschaften
- Zwischen sächsischem Rétablissement und preußischen Reformen. Das Ende von Nordsachsen und das Entstehen der preußischen Provinz Sachsen 1763 bis 1850, in: Manfred Wilde, Hans Seehase (Hrsg.): Unter neuer Herrschaft. Konsequenzen des Wiener Kongresses 1815 (Studien zur Deutschen Landeskirchengeschichte, Band 10). Leipziger Universitätsverlag, Leipzig 2016, S. 41–62, ISBN 978-3-96023-007-6.
- Schulze als Patrimonialrichter von 1841 bis 1848. In: Förderverein Hermann Schulze-Delitzsch (Hrsg.): Hermann Schulze-Delitzsch. Weg-Werk-Wirkung. Deutscher Genossenschafts-Verlag, Berlin 2008, ISBN 978-3-87151-111-0.
- Christian Thomasius im Spannungsfeld der späten Hexenprozesse in Kursachsen und in Brandenburg. In: Heiner Lück (Hrsg.): Christian Thomasius (1655–1728). Gelehrter Bürger in Leipzig und Halle. (Abhandlungen der Sächsischen Akademie der Wissenschaften zu Leipzig – Philologisch-historische Klasse, Band 81, Heft 2). Sächsische Akademie der Wissenschaften zu Leipzig, in Kommission bei S. Hirzel, Stuttgart, Leipzig 2008, S. 141–154.
- Johann Caspar Westphal, geb. 28. November 1649 in Rügenwalde/Pommern – gest. 24. März 1722 in Delitzsch/Sachsen. In: Im Auftrage der Gottfried-Wilhelm-Leibniz-Gesellschaft e. V. herausgegeben von Herbert Breger, G. H. R. Parkinson, Heinrich Schepers, Wilhelm Totok (Hrsg.): studia leibnitiana. Zeitschrift für Geschichte der Philosophie und der Wissenschaften, Bd. 38/39, Heft 2, 2006/2007. Franz Steiner Verlag, Stuttgart 2008, S. 219–234, ISSN 0039-3185.
- mit Ingrid Kästner: „Der Welten Kleines auch ist wunderbar und groß und aus dem Kleinen bauen sich die Welten.“ Christian Gottfried Ehrenberg (1795–1876) und die Ehrenberg-Sammlung im Museum Schloß Delitzsch. In: Würzburger medizinhistorische Mitteilungen, Band 23 (2004), S. 412–417, ISSN 0177-5227.